# توين بيكس: النار تمشي معي
قمتين توأم: النار تمشي معي (بالإنجليزية: Twin Peaks: Fire Walk with Me)‏ هو فيلم رعب أمريكي تم إنتاجه في سنة 1992 من إخراج ديفيد لينش وتأليف روبرت إنغلس وبطولة شيريل لي ومويرا كيلي وديفيد بوي وكريس إسحاق وهاري دين ستانتون وراي وايز وكايل ماكلاشلان. هذا الفيلم هو تكملة لمسلسل توين بيكس.

## القصة
تدور أحداث الفيلم حول تحقيق لمقتل فتاة الدعارة تيريزا بانكس وثم يتابع قصة طالبة الثانوية لورا بالمر والتي يدفعها إدمانها للكوكايين ودخولها حياة الدعارة إلى مقتلها من قبل نفس الشخص الذي قتل تيريزا بانكس.

## البطولة
- شيريل لي بدور لورا بالمر
- راي وايز بدور ليلاند بالمر
- كايل ماكلاشلان بدور العميل الخاص ديل كوبر
- ميدشن أميك بدور شيلي جونسون
- دانا أشبروك بدور بوبي بريغس
- فيبي أوغوستين بدور رونيت بولاسكي
- ديفيد بوي بدور العميل الخاص فيليب جيفريس
- إيريك دا ري بدور ليو جونسون
- ميغيل فيرير بدور العميل الخاص ألبرت روزنفيلد
- باميلا جيدلي بدور تيريزا بانكس
- هيذر غراهام بدور آني بلاكبورن
- كريس إسحاق بدور العميل الخاص تشيستر ديزموند
- مويرا كيلي بدور دونا هايوارد
- بيجي ليبتون بدور نورما جينينغس

## التقييم
حصل الفيلم على تقييم 64% في موقع الطماطم الفاسدة بناءً على 75 مشاهدة وقد تم مدح عمل المخرج ديفيد لينتش فيه. فيما حصل الفيلم على 28 من 100 في موقع ميتاكريتيك وحصل على 16 نقد معظمها سلبي.

## وصلات خارجية
- قمتين توأم: النار تمشي معي على قاعدة بيانات الأفلام على الإنترنت